# 辰己町 (阿南市)

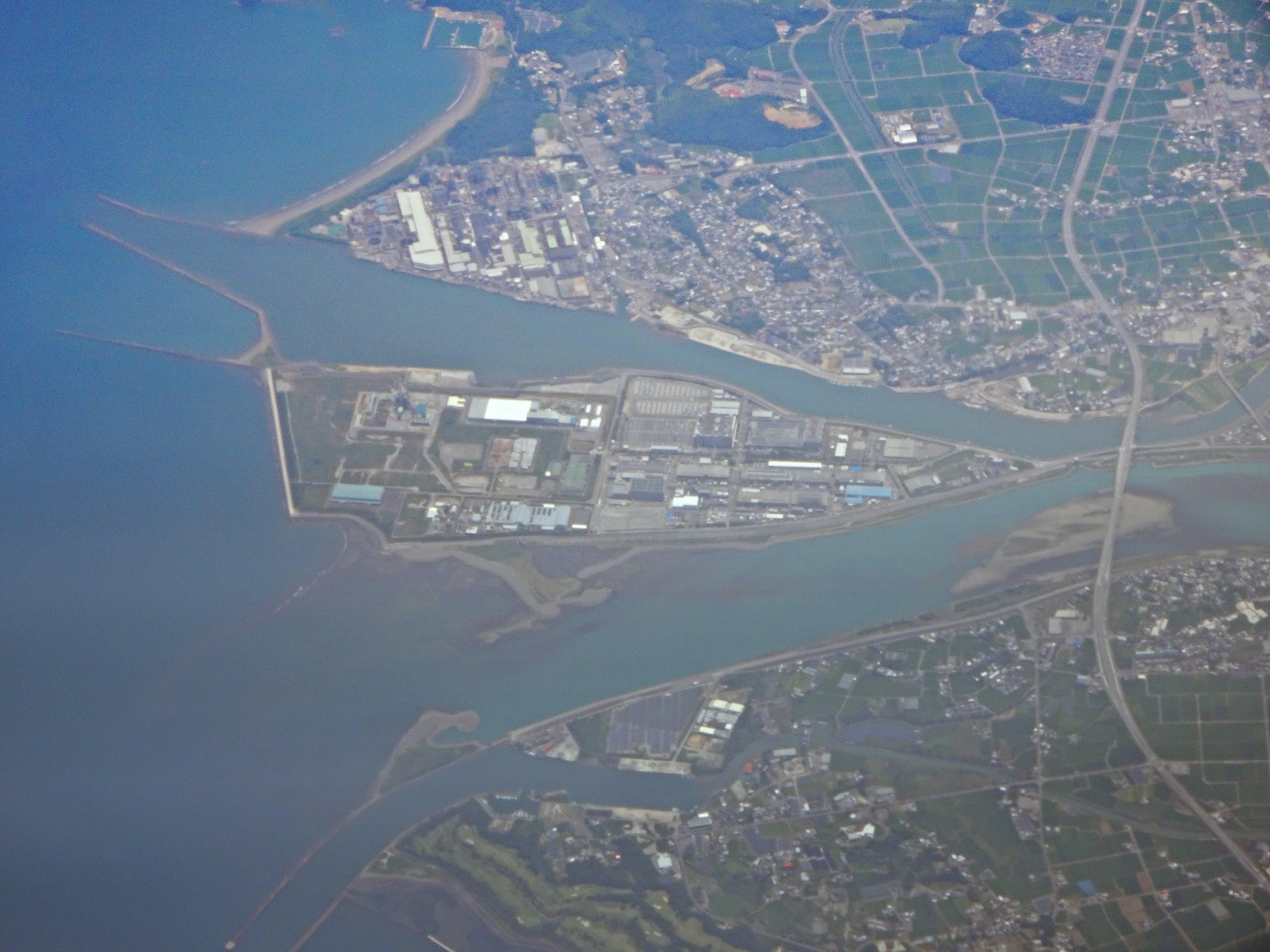
阿南市辰己町を空撮（三角州の部分）

辰己町（たつみちょう）は、徳島県阿南市の町名。2018年の人口はなし。郵便番号は〒774-0001。
辰巳町とも表記される。

## 地理
阿南市の北東部、那賀川河口右岸と桑野川河口の間の三角州に位置する。北は同川を挟んで那賀川町中島に対し、東は紀伊水道に面する。
昭和60年1月、富岡港の工事の際、地内中央に土砂を入れる工事が行われた。地内は辰巳工業団地となっており、人家はない。

### 河川
- 那賀川
- 桑野川

## 歴史
江戸期から町村制の施行された明治22年にかけては那賀郡の村であった。
明治22年に同郡富岡村の大字となった。明治38年より富岡町の大字となる。昭和33年に阿南市が誕生し、現在の町名となる。

## 施設
- 阿南市消防本部
- 日亜化学工業辰巳工場
- 倉敷紡績徳島工場

## 交通

### 道路
都道府県道
- 徳島県道191号富岡港南島線